# Formosa do Oeste
Formosa do Oeste är en kommun i Brasilien.   Den ligger i delstaten Paraná, i den södra delen av landet, 1 100 km sydväst om huvudstaden Brasília. Antalet invånare är 7 543.
Trakten runt Formosa do Oeste består till största delen av jordbruksmark. Runt Formosa do Oeste är det glesbefolkat, med 15 invånare per kvadratkilometer.